# Neue Galerie im Höhmannhaus

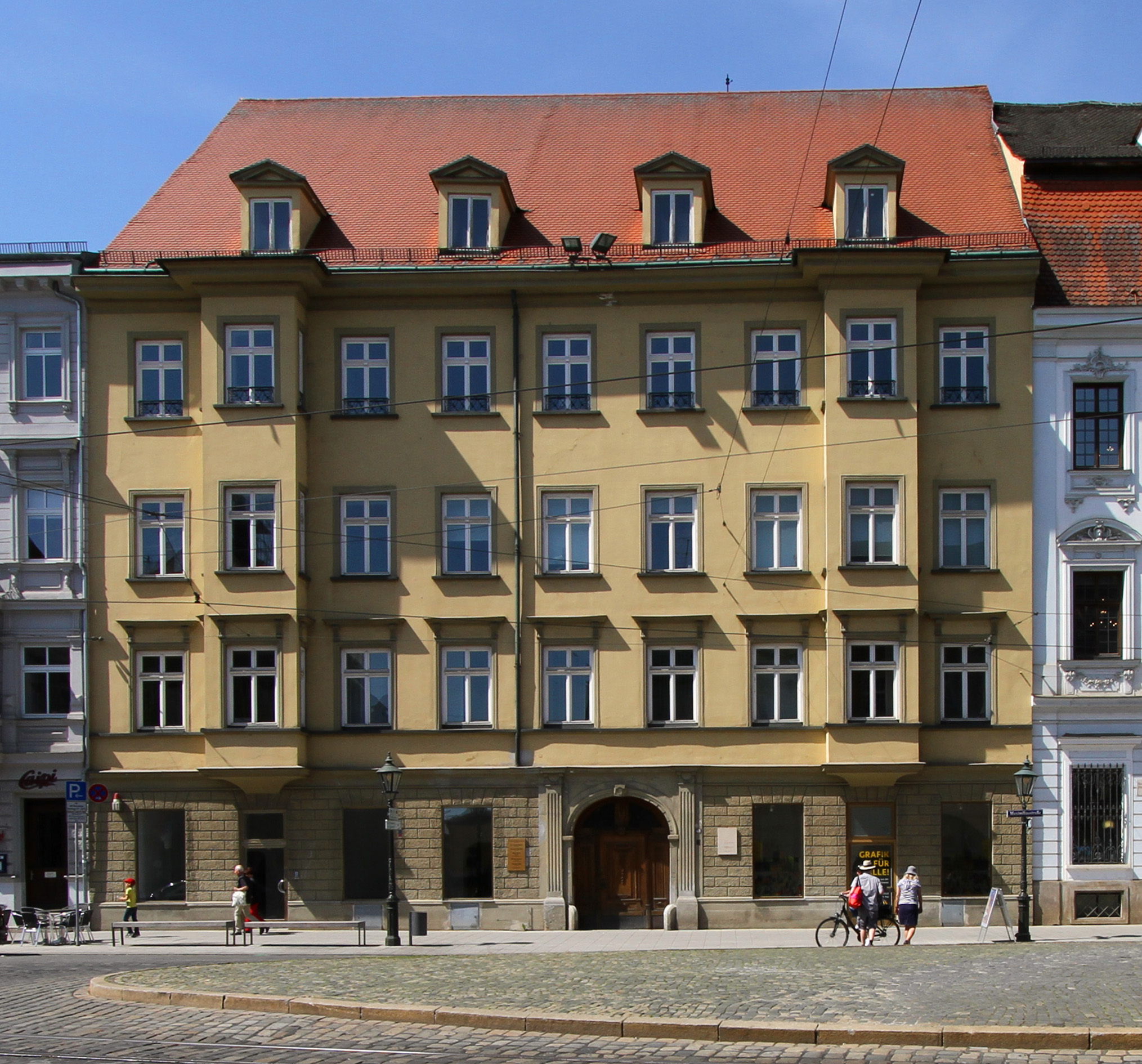
Ansicht des Höhmannhauses

Die Neue Galerie im Höhmannhaus ist seit ihrer Eröffnung im Jahre 1996 das internationale Forum für zeitgenössische Kunst der Städtischen Kunstsammlungen in Augsburg. Sie befindet sich im denkmalgeschützten Höhmannhaus an der Adresse Maximilianstraße 48.

## Lage und Geschichte
Das Höhmannhaus steht unmittelbar südlich neben dem Schaezlerpalais in der Maximilianstraße. Mit Ausstellungen internationaler Kunst aus den Bereichen Malerei, Fotografie, Konzept- und Medienkunst werden in der städtischen Galerie aktuelle, zeit- oder situationsbezogene Projekte und Werkkomplexe gezeigt. Die Galerie zählt mittlerweile weit über 8000 Besucher im Jahr.
Benannt ist das Höhmannhaus nach der ehemaligen Besitzerfamilie Hans und Anna Höhmann, deren Tochter und letzte Hausbesitzerin die Kunstliebhaberin und Mäzenin Ruth Höhmann war. Sie vermachte das Haus im Februar 2004 der Stadt Augsburg.
Zuvor wurde das Gebäude als Castellsches Palais bezeichnet und gehörte unter anderem Philipp Adler (1461–1532), der um 1500 einer der zehn reichsten Bürger der Stadt war. Seine Tochter Ursula war die Ehefrau von Jakob Villinger von Schönenberg, dem Generalschatzmeister Kaiser Maximilians. Nach dem Tod ihres ersten Ehemannes heiratete sie Johann Loeble von Greinburg, den Schatzmeister König Ferdinands.

## Ausstellungen

### 1996
- Petra Lemmerz: Entoptik

### 1999
- Chelsea (Fotoinstallation)
- Neuerwerbungen und eigener Bestand IV (29. Juli bis 12. September 1999)
- Jörg Immendorff: Neue Bilder (23. September bis 7. November 1999)
- Tamara Grcic (18. November 1999 bis 16. Januar 2000)

### 2002
- Georg Kleber (26. Juni bis 22. September 2002)

### 2003
- Georg Bernhard: Körper, Schatten
- Juliane Stiegele: Expect the unexpected (21. Januar bis 16. März 2003)
- Beate Passow: Lotuslillies (25. Juli bis 14. September 2003)

### 2004
- Empfangshalle: Brot und Butter

### 2005
- Louise Bourgeois
- Leta Peer: To inhabit a place

### 2006
- Luce Assoluta: W. A. Mozart – Musik in Farbe und Licht
- 14. Juli 2006: Eröffnung der permanenten Videoinstallation
- Karen Irmer: Was sein kann, muss sein
- Christopher Koch: Who's afraid of red, yellow and blue (12. Oktober 2006 bis 28. Januar 2007)

### 2007
- Hansjürgen Gartner: Totentanz – Lebenstanz (9. Februar bis 15. April 2007)
- Kathrin Ahlt, Empfangshalle, Frank Mardaus, Fabrizio Plessi, Juliane Stiegele, Bruno Wank: Reflecting Water – Ein Naturelement als künstlerisches Material (26. April bis 24. Juni 2007)
- Wochenklausur: Delta Augsburg (12. Juni bis 19. August 2007)
- Kathrin Ahlt: TMP.36,0 (23. August bis 28. Oktober 2007)
- Rainer Apfelbaum: Krapplack (23. November 2007 bis 27. Januar 2008)

### 2008
- Karin Jobst: atomar – zone 1 (2. Februar bis 9. März 2008)
- Anastasia Khoroshilova: Russkie (14. März bis 4. Mai 2008)
- Clegg & Guttmann, Empfangshalle, Haubitz + Zoche, Ieva Jansone, Leta Peer: KunstRaumStadtRaum (3. Juli bis 10. August 2008)
- Peter Sauerer, Trude Friedrich: lichtung (15. August bis 28. September 2008)
- Haubitz + Zoche: Schiffbruch, Tod und Teufel (10. Oktober bis 16. November 2008)
- Sammlung Greisinger: Café Drexl – Werke aus der Sammlung Greisinger (28. November 2008 bis 18. Januar 2009)

### 2009
- KOTEK (30. Januar bis 29. März 2009)
- Achim Stiermann: Volles Rohr
- Carolin Jörg (bis 12. Juli 2009)
- Paradise Lounge (bis 31. Dezember 2009)

### 2010
- Florian Balze: oder oder auch (22. Januar bis 28. Februar 2010)
- John Pawson: Neugestaltung St. Moritz – ein Konzept (5. März bis 11. April 2010)
- Michael Baumgartner: diffusionen (30. April bis 4. Juli 2010)
- Christoph Dittrich: Bildstörung (9. Juli bis 10. Oktober 2010)
- Fatos Kutlucan und Fikret Yakaboylu: Kültürtage (13. Oktober bis 16. Oktober 2010)
- VA 300 (20. bis 24. Oktober 2010)
- Nina Pettinato: If you see something say something (19. November 2010 bis 30. Januar 2011)

### 2011
- Denise Green: After Ju Chao, Ju Lian, Richter, Wiebke, LeWitt, Albers, Manet (18. Februar bis 3. April 2011)
- Kathrina Rudolph: Something Missing? (14. April bis 5. Juni 2011)
- Victor van der Saar: 11Meter. Zur Poesie des Fußballtors (21. Juni bis 19. Juli 2011)
- Oliver Godow: Past here now (29. Juli bis 11. September 2011)
- Harry Meyer: Mein Garten (30. September bis 13. November 2011)

### 2012
- Susanne Pittroff/Eva Schöffel: IN Sicht
- Ieva Jansone: Kollaboration des Erinnerns

- Robert Stark: Maßstab–Statik–Differenz … oder: Der unerzählte Raum zwischen zwei Punkten

- Frank Mardaus: Vertraulich – Nur für den Dienstgebrauch (22. März bis 20. Mai 2012)
- Stefan Heyne: Die Magie der Leere

### 2013
- LAB BINÆR / Felix Weinold: blank (18. Januar bis 31. März 2013)[4]
- Anja Güthoff: Wunderkammer
- Wald. Fotografische Annäherungen in der Gegenwartskunst
- Andy Heller: 86497/CA 94103
- ZEITSICHT Kunstpreis 2013, Lotte Lindner & Till Steinbrenner

### 2014
- Der Greif
- Benjamin Appel/Carolina Perez: Wenn die Wände gerade sind, warum ist Weiß dann keine Farbe?
- Saodat Ismailova: Celestial Circles
- Oh Seok Kwon: Spiegel Blick

### 2015
- Michael H. Rohde: New Perspectives
- Selman Trtovac/distruktura: The Residency Pieces
- Wolfgang Zurborn: Catch
- ZEITSICHT Kunstpreis 2015, Grandhotel Cosmopolis

### 2016
- Martin Kargruber: Gebäude. Holzskulptur und Zeichnung
- Elham Rokni: The Yousef-Abad-Project
- Andreas Langen und Kai Loges: die arge lola. on democracy

- Maximilian Prüfer: Ei

### 2017
- Eri Kassel/Jakob Krattiger/Gerald Fiebig: Ortsverschiebungen
- Alan Brooks: Move on! Tanz-Performance Projekt

- Orten. Studierende der HBK Braunschweig
- vfg-Nachwuchsförderpreis junger Schweizer Fotografen
- Erwerbungen aktueller Kunst der Freunde der Kunstsammlungen Augsburg e. V.
- ZEITSICHT Kunstpreis 2017

### 2018
- Daniel und Geo Fuchs: Nature & Destruction

- Sergi Tapiro: The power of nature

- Norbert Schessl: Einfach schieben

- Behind The Image. Salon of the Museum of Contemporary Art Belgrade

### 2019
- Kathrin Ganser: Performanzen
- vfg-Nachwuchsförderpreis junger Schweizer Fotografen
- Jaakko Heikkilä: Rooms Hidden by The Water

### 2020
- Ute & Werner Mahler und Hans-Christian Schink: Kein schöner Land.
- Stephan Reusse: Collaborations
- in natura: Fotografien von Asja Schubert

### 2021
- Patricija Jurkšaitytė: Shelters // Bleiben
- Markus Mehr: Pressure
- Ferit Kuyas: Money and Diaries

### 2022
- Kerstin Skringer: Wanderers
- Werner Knaupp und Christof Rehm: to light the dark